# Ribera de la Craberissa
La Ribera de la Craberissa (anomenada també la Ribereta) és un riu de la comarca de la Fenolleda, al departament dels Pirineus Orientals.
La Ribera de la Craberissa neix al municipi de Trevillac, després desemboca al Tet aigües avall d'Illa. La seva llargada és de 15.86 km.
Els principals municipis travessats són Trevillac, Montalbà del Castell, Illa i Bellestar.